# The Meaning of Love
The Meaning of Love ist ein Lied von Depeche Mode. Es erschien im April 1982 als Single und wurde später auf dem Album A Broken Frame veröffentlicht, auf dem es das siebte Stück war.

## Entstehung
Der Synthpop-Song wurde von Martin Gore geschrieben und von der Band mit Daniel Miller, dem Gründer des Labels Mute Records, produziert. Er wurde mit diesem in den Blackwing Studios in London aufgenommen.

## Veröffentlichung und Rezeption
The Meaning of Love erschien im April 1982. Der Song erreichte Platz zwölf in Großbritannien. Auch in Deutschland konnte sich die Single auf Chartrang 64 platzieren. Die B-Seite war Oberkorn (It’s a Small Town). Es existieren zwei verschiedene Versionen von The Meaning of Love, eine Singleversion, die mit der Albumversion identisch ist, sowie die längere 12"-Version, der Fairly Odd Mix, der zusätzliche experimentelle elektronische Elemente enthält. Auf der Maxi-Single war auch Oberkorn (It’s a Small Town) in einer 7:37 Minuten dauernden Version, dem Development Mix, enthalten. Das letztgenannte Stück wurde von Martin Gore in der luxemburgischen Kleinstadt Oberkorn als Intro für die A-Broken-Frame-Tour geschrieben. Nachdem er lange Zeit keinen Titel finden konnte, benannte er ihn nach dem Ort, an dem er sich gerade aufhielt. Nach dem Song wurde später ein Sequencer benannt.

## Musikvideo
Regisseur des Musikvideos war wie bei der Vorgängersingle Julien Temple. Erneut war auch Alan Wilder zu sehen, der neu in der Band war, aber zum Song noch nichts beigetragen hatte.